# Arubolana
Arubolana é um género de crustáceo da família Cirolanidae.
Este género contém as seguintes espécies:
- Arubolana aruboides
- Arubolana imula
- Arubolana parvioculata